# Funariophyscomitrella
Funariophyscomitrella là một chi rêu trong họ Funariaceae.